# Shaping New Tomorrow
Shaping New Tomorrow Holdning ApS er en dansk modetøjsvirksomhed med hovedkontor i Aalborg. Virksomheden blev oprettet som et holdingselskab i 2020, mens historien går tilbage til 2015. De designer og sælger herretøj. Salget foregår via internethandel og via fem butikker i Danmark og fem butikker i Tyskland. I 2022 havde de 121 ansatte og en omsætning på 96 mio. DKK.